# NGC 516
NGC 516 là một thiên hà hình hạt đậu nằm trong chòm sao Song Ngư, được Heinrich d'Arrest phát hiện vào ngày 25 tháng 9 năm 1862.